# M/S Salam Express
M/S Salam Express var en egyptisk Ro-ro-färja. Färjan sjönk den 15 december 1991 i hård storm då den gick på ett korallrev utanför Safaga i egyptiska Röda havet. 

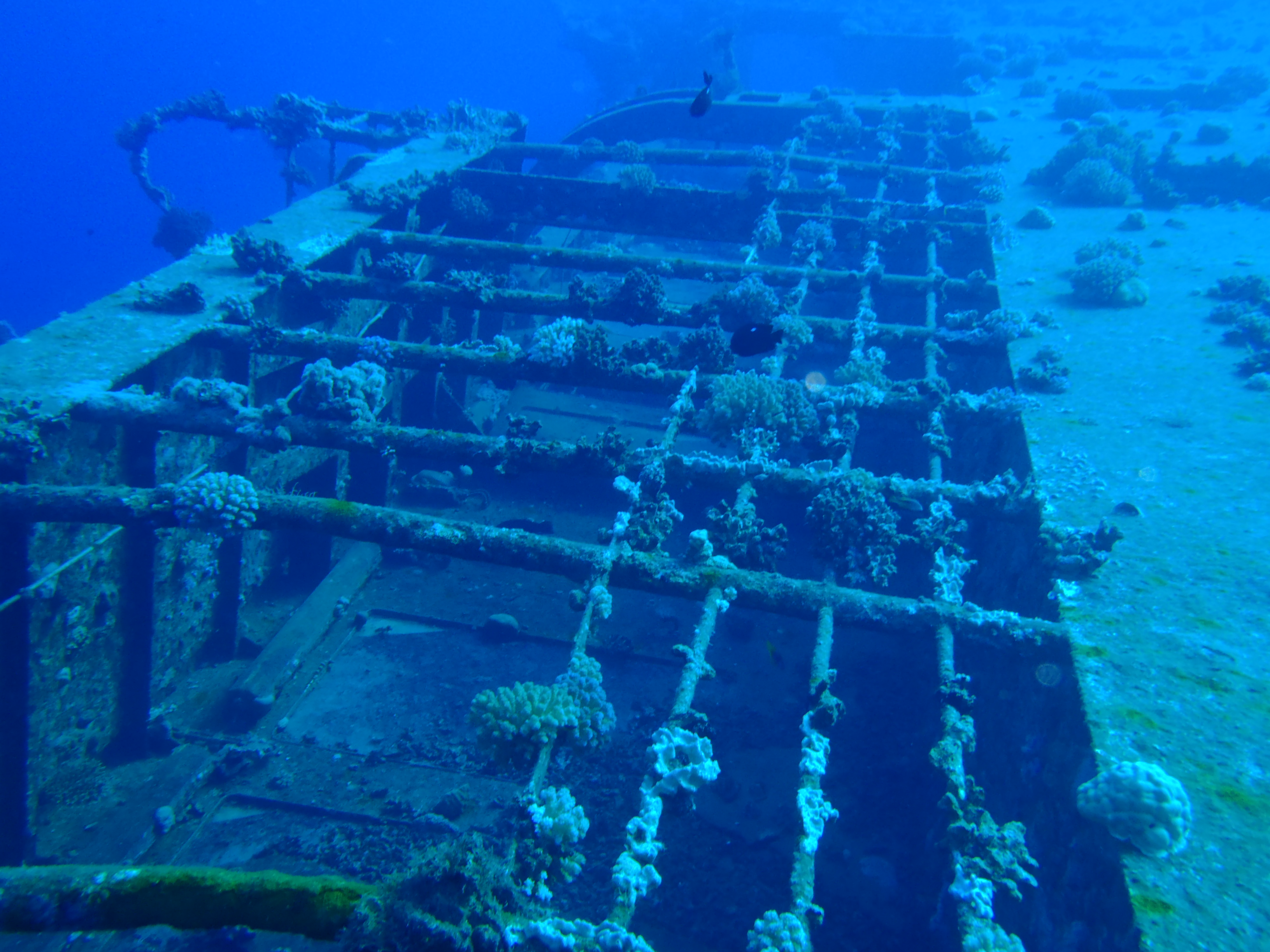
Salem Express på 16 m djup.

## Olyckan
Grundstötningen orsakade ett hål på styrbords sida av stäven, strax nedanför bogporten. 
Färjans höga fart rakt in i de höga vågorna ökade trycket på den redan skadade dörren tills gångjärnen brast och porten stod helt öppen. Salam Express bildäck bakom bogporten vattenfylldes snabbt och fartyget började tippa ner i havet och katastrofen var ett faktum. Efter omkring 15 minuter hade fartyget sjunkit. Ett vittne berättade att "det var så många människor som trängdes i den smala gången så att man knappt kom någon vart" [källa behövs].
Den svåra stormen och att katastrofen inträffade en dryg timme från hamnen mitt i natten gjorde räddningsarbetet svårt. Trots försök av många fartyg kunde de inte nå fram till olycksplatsen förrän i gryningen och de hade inga effektiva sätt att rädda passagerarna i det stormande havet. Fartyget sjönk så snabbt att knappt någon av livbåtarna kunde hissas ner och de flesta av dessa blev kvar i vraket. Antalet omkomna gör detta till en av de värsta tragedierna i Röda havet någonsin. 
Fartyget förliste på position 26º39'01"N; 34º03'48"E och ligger på sidan i 90 graders vinkel.

Uppgifter om hur många passagerare det fanns ombord när färjan sjönk varierar, men en siffra säger 960 passagerare. Antalet omkomna är okänt, men vissa källor anger att närmare 800 personer omkom.
Det finns påståenden om att många fler passagerare var ombord än vad som anges, och att så många som 1 600 människor miste livet i denna tragedi. Dock har dessa uppgifter inte bekräftats officiellt.